# Соколовский, Вадим Васильевич
Вадим Васильевич Соколо́вский (4 (17 октября) 1912 года, Харьков — 8 января 1978 года, Москва) — советский учёный в области механики. Член-корреспондент АН СССР (1946). Член КПСС с 1956 года.

## Биография
Отец Вадима Васильевича был инженером-путейцем (скончался в 1933 г.), мать — театральным костюмёром, с 1921 г. трудилась в московских театрах, позднее стала художником по костюмам. В 1913 г. семья переехала в Петербург, а в 1919 г. в Москву. В 1925 г. Вадим Соколовский поступил в пятую группу девятилетней средней школы, которую окончил в 1929 г.
Закончив школу, Вадим Соколовский в 1929 г. поступил в Московский институт инженеров транспорта (МИИТ), но уже в следующем году перевёлся в Высшее инженерно-строительное училище (ВИСУ). Факультет инженерных конструкций, на котором учился Соколовский, был в 1932 г. переведён в Архитектурно-строительный институт (АСИ), а затем в Московский инженерно-строительный институт (МИСИ), который В. В. Соколовский окончил в 1933.
С 1936 года по 1939 год сотрудник МИАН имени В. А. Стеклова, в 1939—1965 годах в ИМАН (с 1971 года ИПМех АН).
Во время Великой Отечественной войны сотрудничал в ЦАГИ, в эвакуированной в Казань его части.
В 1943—1959 гг. по совместительству был заведующим кафедрой теоретической механики в Московском торфяном институте.
Избран в первый состав Национального комитета по теоретической и прикладной механике СССР (1956).
Похоронен на Кунцевском кладбище (10 уч.).

## Научная деятельность
Область научных интересов теория пластичности, статика сыпучей среды, теория оболочек. Предложил решение некоторых задач плоского пластического деформированного состояния (сжатие пластических масс, вдавливание штампов, волочение пластических полос). Построил теорию плоского пластического напряжённого состояния, предложил новые методы аналитического решения задач теории пластичности. Разработал общий метод решения задач плоского предельного равновесия сыпучей среды (несущая способность оснований, форма устойчивых откосов, давление на подпорные стенки).

### Участие в подготовке научных кадров
Совместно с исследованиями в Академии наук В. В. Соколовский вёл педагогическую деятельность в качестве доцента МГУ (1936—1938 гг.) и в качестве профессора Московского педагогического института им. К. Либкнехта (в 1938—1941 гг.).
Один из создателей Московского физико-технического института, вошёл в состав первого Совета ФТФ МГУ — предшественника МФТИ (1947), преподавал в МФТИ (1947—1971), заведующий кафедрой.
Профессор с 1940 года.

### Научные труды
- Статика сыпучей среды, М.- Л., 1942 (Сталинская премия, 1942 год (присуждена в 1943 году); 3 изд.. M., 1960.
- Теория пластичности, М.- Л., 1946; 3 изд., M., 1969.

## Семья
Первая жена — Татьяна Лейбензон, вторая жена — Марина Слесарева.

## Награды и звания
- Сталинская премия II степени (22 марта 1943) — за научный труд «Статика сыпучей среды» (1942)
- Сталинская премия II степени (1952) — за научный труд «Теория пластичности» (1950; 2-е издание)
- Четыре ордена Трудового Красного Знамени (в том числе 10 июня 1945)
- орден «Знак Почёта»
- Медали
- Заслуженный деятель науки и техники РСФСР (1971)
- Член-корреспондент АН СССР (1946)
- Иностранный член Польской Академии Наук (1959)